# جون هولت (معلم)
جون كالدويل هولت (بالإنجليزية: John Holt) (وُلد في 14 أبريل 1923، مدينة نيويورك - 14 سبتمبر 1985) هو مؤلف ومعلم أمريكي كان يدعم التعليم المنزلي أو التعليم الذاتي المعتمد على الطالب ورائد نظرية حقوق الشباب.

## السيرة الذاتية
كان جون هولت الأكبر بين ثلاثة أطفال ونشأ في منطقة نيو إنجلاند في الولايات المتحدة الأمريكية. وقد ذهب إلى مدارس خاصة رفض التصريح بأسمائها. قال «لم تعلمني المدرسة الأشياء التي ينبغي أن أعرف الكثير عنها». بعد تخرجه في الجامعة، انضم هولت إلى القوات البحرية الأمريكية وخدم على سطح الغواصة يو إس إس  باربيرو (USS Barbero)، وهي غواصة خاضت حروبًا في المحيط الهادئ. أثناء الحرب، توصل إلى أن الأسلحة النووية هي أكبر خطر يهدد العالم، وأن حكومة عالمية فقط هي التي يمكنها منع الحرب النووية. وبعد خدمته في البحرية التي استمرت لثلاث سنوات، حصل على وظيفة في فرع نيويورك من الحركة الفيدرالية العالمية. بدأ من غرفة البريد، ثم أصبح المدير التنفيذي لفرع نيويورك خلال ست سنوات. وعلى الرغم من ذلك، يئس من عدم فعالية الحركة الفيدرالية العالمية وتركها سنة 1952.
بتوجيه من شقيقته، أصبح هولت مدرسًا للصف الخامس. وكذلك أمضى الكثير من الوقت مع أطفال أخواته وأصدقائه. تفاجأ بالاختلاف بين من هم في سن العاشرة تقريبًا (الذين أحبهم) ومن هم في سن سنة واحدة أو سنتين. وكان الأطفال يشعرون في الفصل - على الرغم من خلفياتهم الاجتماعية الثرية ومستوى ذكائهم المرتفع - بالخوف والرهبة وحاولوا المراوغة وحماية أنفسهم. أما عن الرضع في المنازل فقد كانوا مغامرين شجعانًا. بعد سنوات عديدة من التدريس في كلورادو، انتقل إلى بوسطن. وفي ذلك المكان، قابل بيل هول المدرس الزميل، وقررا بدء مشروع مراقبة الفصل؛ حيث يتولى أحدهما التدريس بينما يضطلع الآخر بمهمة المتابعة. شكلت الملاحظات والمشاركات الدورية التي كونها هولت في سنوات التدريس الإحدى عشرة الأولى أساس اثنين من أكثر كتبه شعبيةً وهما كيف يفشل الأطفال وكيف يتعلم الأطفال، وكذلك كتابه الأقل شهرةً والأكثر حدة، الهروب من الطفولة: حقوق الأطفال واحتياجاتهم. وقد تناولت هذه الكتب الثلاثة بالتفصيل الأفكار التأسيسية لفلسفة هولت في التعليم. واعتبر أن السبب الرئيسي لعدم تعلم الأطفال في المدارس هو الخوف: الخوف من الإجابة بشكل غير صحيح أو الخوف من الاستهزاء بهم من قبل المدرس أو الزملاء أو الخوف من ألا يكونوا جيدين بما فيه الكفاية. واستمر مقتنعًا بأن ما زاد الأمر سوءً هو إجبار الأطفال على دراسة أمور لا تثير اهتمامهم.
في عام 1964، نشر هولت كتابه الأول كيف يفشل الأطفال، مؤكدًا على أن الفشل الأكاديمي الذي حل بأطفال المدارس لم يكن بسبب جهود المدارس ولكنه كان في الواقع بسبب المدارس. ولم يكن بالأمر المفاجئ أن يثير كتاب كيف يفشل الأطفال الكثير من الجدل. أثار هولت انتباه الوعي الوطني الأمريكي بسرعة، حتى أنه ظهر في أكبر البرامج الحوارية التلفازية وكتب مقالات نقدية عن الكتب في مجلة لايف (Life) وحل ضيفًا على برنامج الألعاب التلفزيوني قل الحقيقة (To Tell the Truth). وفي كتابه التالي كيف يتعلم الأطفال، المنشور سنة 1967، حاول هولت شرح عملية تعليم الأطفال، ولماذا كان يرى أن المدرسة تهمل هذه العملية.
أصبح هولت متحدثًا مطلوبًا في شتى المجالات وداعمًا للإصلاح المدرسي. وكان مدرسًا زائرًا لأقسام التعليم في جامعة هارفارد وجامعة كاليفورنيا، بيركلي.
حتى هذا الوقت، لم يقدم أي من كتبه أي بديل للتعليم في المؤسسات المدرسية؛ كان لديه أمل في أن يحفز إعادة التفكير في التعليم لجعل المدارس أكثر جاذبية للأطفال. ولكن بمرور السنين، اقتنع بأن المجتمع أراد المدارس كما هي، وأنه لن يتم إجراء إعادة فحص جدية في حياته.
أنهى هولت بعد ذلك مسيرته في التدريس ليتفرغ للترويج لأفكاره عن التعليم بدوام كامل. بعد ذلك بوقت قصير، عثر على كتب لمؤلفين آخرين تتساءل عن شكل التعليم الإلزامي وفعاليته، منها إلغاء المدارس من المجتمع للكاتب إيفان إيليتش (1970) ولا مدارس حكومية بعد الآن لهارولد بينيت (1972). (وصل بينيت إلى حد توجيه نصائح للآباء للإبقاء على أطفالهم خارج المدرسة بشكل غير قانوني.) وفي عام 1976، نشر كتاب بدلاً من التعليم: أساليب لمساعدة الناس على القيام بالأمور بشكل أفضل، الذي نادت خاتمته بإنشاء «طريق مختصر للأطفال» لمساعدة الأطفال على الهروب من التعليم الإلزامي. وتواصل قراء هذا الكتاب مع هولت قائلين إنهم يعلمون أطفالهم في المنزل. بعد مراسلة عدد من هذه الأسر، بدأ هولت في تقديم رسالة إخبارية عام 1977، مخصصة للتعليم المنزلي، النمو بدون تعليم مدرسي .
كانت فلسفة هولت بسيطةً:
«... الحيوان البشري حيوان متعلم؛ نحن نحب التعلم ونتقنه؛ لسنا في حاجة إلى من يخبرنا بكيفية التعلم أو يجبرنا عليه. ما يقضي على العملية تدخل الأشخاص فيها أو محاولتهم تنظيمها أو التحكم فيها.»
لم تكن بخطوة كبيرة أن نتحول من تلك المرحلة إلى التعليم المنزلي. في عام 1980، قال هولت:
«أريد أن أوضح أني لا أرى أن التعليم في المنزل هو الحل لسوء حالة المدارس. أعتقد أن المنزل هو القاعدة المناسبة لاستكشاف العالم حيث نسمي ذلك التعلم أو التعليم. المنزل هو أفضل أساس مهما كانت المدارس جيدة.»
في عامه الأربعين، بدأ هولت في تعلم عزف التشيلو، وهي التجربة التي كتب عنها في كتابه سنة 1979 لم يفت الأوان: قصة حياتي الموسيقية (Never Too Late: My Musical Life Story).
،
استمر هولت في دعم الإصلاح التعليمي على نطاق واسع حتى وافته المنية سنة 1985.

## من التعليم المنزلي إلى التعليم الذاتي المعتمد على الطالب
بعد سنوات عديدة من العمل في نظام المدارس، يئس هولت منه. واقتنع بأن الإصلاح المدرسي لم يكن ممكنًا لأنه كان معيبًا في أساسه وبدأ في دعم التعليم المنزلي. إلا أنه سيكون من غير المجدي أن يتم سحب الأطفال من المدارس ببساطة إذا خلق الآباء هذه البيئة في المنزل. وقد اعتقد أن «الأطفال الذين أتيحت لهم بيئة تعلم ثرية ومشجعة يتعلمون ما هم على استعداد لتعلمه متى كان لديهم هذا الاستعداد».
ورأى هولت أن الأطفال لم يكونوا في حاجة إلى إجبارهم على التعلم؛ ذلك أنهم سيقومون بذلك بشكل طبيعي إذا مُنحوا حرية ممارسة اهتماماتهم ومجموعة متنوعة من الموارد. وأطلق على هذا الفكر اسم التعليم الذاتي المعتمد على المنازل.
كان خطاب هولت النمو بدون مدارس (GWS)، الذي بدأ سنة 1977، أول خطاب إخباري عن التعليم المنزلي في البلاد. وقد أسس أيضًا مكتبة جون هولت، التي أتاحت الكتب المختارة بالطلب البريدي. وقد جلب ذلك دخلاً إضافيًا ساعد على استمرار الخطاب الإخباري، الذي احتوى على القليل من الإعلانات.
ونُشر كتاب هولت الوحيد حول التعليم المنزلي، علِّم نفسك (Teach Your Own)، في عام 1981. وتحول بسرعة إلى «أحد أهم الكتب» في حركة التعليم المنزلي في مراحلها المبكرة. وقد راجعه زميله باتريك فارينجا وأعيد نشره سنة 2003 من قبل دار النشر برسيوس بوكس (Perseus Books).
بالإضافة إلى التعليم المنزلي، تبنى هولت كذلك العديد من المبادئ التي تتبعها حركة حقوق الشباب ومنها إلغاء سن التصويت والسماح للشباب بتوقيع العقود والحصول على الوظائف.

## تأثيراته على التعليم
كتب هولت 10 كتب أثرت بشكل كبير على حركة التعليم المستقل. وقد أثرت كتاباته على العديد من الأشخاص والمنظمات، منها كلية إيفرجرين العامة وكاليب جاتينيو (Caleb Gattegno) وجمعية أمريكيون من أجل مجتمع خالٍ من القيود العمرية وجمعية حقوق الشباب الوطنية ومشروع الطفل الحر.

## قائمة المصادر
- How Children Fail (1964; revised 1982)
- How Children Learn (1967; revised 1983)
- The Underachieving School (1969)
- What Do I Do Monday? (1970)
- Freedom and Beyond (1972)
- Escape From Childhood (1974)
- Instead of Education (1976)
- Never Too Late: My Musical Life Story|Never Too Late (1979)
- Teach Your Own (1981; revised 2003 by Pat Farenga)
- Learning All the Time (1989)
- A Life Worth Living (1990), edited by Susannah Scheffer

## وصلات خارجية
- جون هولت على موقع الموسوعة البريطانية (الإنجليزية)

- الذكاء الشديد: تزويد صغارنا بالتعليم الذي يحتاجونه نسخة محفوظة 7 يناير 2012 على موقع واي باك مشين. (Deep Intelligence: Giving Our Young the Education they Really Need) بقلم أندرو سيتون الحاصل على الدكتوراه

## كتابات أخرى
- Meighan، Roland (2007). John Holt: Continuum Library of Educational Thought. Continuum. {{استشهاد بكتاب}}: تجاهل المحلل الوسيط |الرقم المعياري= لأنه غير معروف، ويقترح استخدام |ردمك= (مساعدة)

## وصلات خارجية
- جون هولت على موقع الموسوعة البريطانية (الإنجليزية)
- Holt GWS site has good information, including an interview with Holt by Mel Allen
- Book excerpt: Common Objections to Homeschooling
- Article: The Needs and Rights of Children: Steps to Take
- John Holt&mdash; links to interviews, quotes and book summaries/reviews
- Pat Farenga's YouTube channel which contains numerous video and audio recordings of John Holt and others explaining what they see as the methodology and benefits of unschooling